# Cornelia Oschkenat

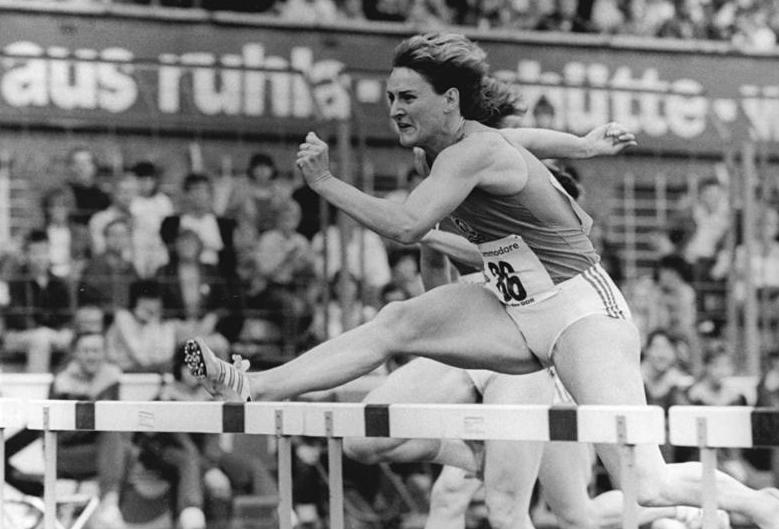
Cornelia Oschkenat

Cornelia Oschkenat, född Riefstahl den 29 oktober 1961 i Neubrandenburg är en tysk före detta friidrottare (häcklöpare) som tävlade under 1980-talet för Östtyskland. Hennes resultat är starkt ifrågasatta då hon finns med på en lista från Stasis arkiv över östtyska friidrottare som ingått i det statsorganiserade dopningsprogrammet; detta offentliggjort efter Tysklands enande.

## Idrottskarriär
Oschkenat deltog vid EM 1986 i Stuttgart där hon blev silvermedaljör på 100 meter häck. Vid VM 1987 i Rom blev hon bronsmedaljör på 100 meter häck samt silvermedaljör i den korta stafetten (4 x 100 meter). Oschkenat deltog även vid OS 1988 i Seoul där hon slutade på åttonde plats. Hennes sista mästerskap var EM 1990 där hon slutade på en fjärde plats.